# Eiko
Eiko (jap. えいこ, エイコ) – żeńskie imię japońskie.

## Możliwa pisownia
Eiko można zapisać, używając wielu różnych znaków kanji i może znaczyć m.in.:
- 栄子, „dziecko świetności”[1]
- 瑛子
- 英子, (występuje też inna wymowa tego imienia: Hideko)
- 江威子

## Znane osoby
- Eiko Hisamura (栄子), japońska seiyū i aktorka teatralna
- Eiko Ishioka (瑛子), japońska projektantka kostiumów
- Eiko Masuyama (江威子), japońska seiyū
- Eiko Naitō (栄子), japońska mangaka znana jako Eiki Eiki
- Eiko Segawa (瑛子), japońska piosenkarka enka i aktorka
- Eiko Shimamiya (えい子), japońska, popowa piosenkarka, członkini zespołu I've Sound

## Fikcyjne postacie
- Eiko Izumi (英子), bohaterka mangi i anime Kamen no Maid Guy
- Eiko Teruya (栄子), antagonistka z light novel, mangi i anime Ichiban Ushiro no Dai Maō